# Georgi Hristov (football, 1985)
Pour le footballeur macédonien, voir Georgi Hristov.
Georgi Hristov (Георги Христов en bulgare), né le 10 janvier 1985 à Plovdiv, est un footballeur bulgare. Il joue au poste d'attaquant.

## Biographie
Georgi Hristov est formé au Maritsa Plovdiv, l'un des clubs de sa ville natale, et devient professionnel en 2002. Il débute en troisième division, puis monte en 2005. Dès la première année, Plovdiv se bat pour l'accession à la première division, et se classe second de son groupe. Contre le Chernomorets Burgas Sofia en barrages, le Maritsa s'incline. Cette montée en puissance du club est due en partie à Hristov, qui devient cette même année meilleur buteur du championnat, avec seize réalisations. Après une deuxième saison plus décevante, il signe à l'été 2007 chez le rival du Botev Plovdiv pour un an. Il devient vite l'homme clé du Botev, et réussit à marquer dix-neuf buts en championnat. Malgré cela, son contrat n'est pas renouvelé, Hristov désirant changer d'air et faisant l'objet de nombreuses offres.
Le 23 juin 2008, il rejoint la capitale pour s'entraîner avec le Levski. Quelques jours plus tard, il s'engage avec les Bleus. Georgi Hristov est appelé en équipe nationale pour le match du 18 août 2008 contre la Bosnie-Herzégovine, par le sélectionneur Plamen Markov. Cependant, il reste sur le banc durant toute la rencontre. Hristov ne met pas beaucoup de temps à s'intégrer au Levski, et inscrit même un triplé contre son ancien club. Contre Tampere United, il prend part à ses premiers matches européens, lors du deuxième tour de la Ligue des Champions. Sur un nuage durant la deuxième partie de saison, le Levski se dirige tout droit vers son vingt-sixième titre. L'attaquant bulgare est aussi au meilleur de sa forme, comme le prouve son quadruplé contre le Belassitza Petritch lors de la lourde victoire de son équipe sept buts à un. Le 9 mai 2009, il débloque le match contre le grand rival du CSKA, champion de Bulgarie en titre. Sans surprises, Hristov inscrit pour la première fois une ligne à son palmarès. La saison suivante, il est toujours autant utilisé par son entraîneur Georgi Ivanov. Sur le terrain, le Levski éprouve plus de difficultés, tout comme Georgi Hristov qui ne trouve que rarement le chemin des filets.
Le 26 février 2010, il rejoint le club polonais du Wisła Cracovie sous la forme d'un prêt de six mois avec option d'achat,. Il fait ses débuts avec le Wisła le lendemain contre le GKS Bełchatów, profitant de la blessure de l'attaquant vedette Pawel Brozek. Mais Hristov ne joue presque pas, et ne prend part qu'à quatre matches en trois mois.

## Palmarès

### Collectif
- Champion de Bulgarie : 2009
- Vainqueur de la Supercoupe de Bulgarie : 2009

### Distinctions personnelles
- Meilleur buteur du championnat de Bulgarie de D2 : 2006, 16 buts
- Meilleur buteur du championnat de Bulgarie : 2008, 19 buts